# Dave Ratajczak
Dave Ratajczak (* 24. Dezember 1957 in Buffalo; † 3. Oktober 2014) war ein US-amerikanischer Theater-, Studio- und Jazzmusiker (Schlagzeug).

## Leben und Wirken
Ratajczak, der aus einer polnischen Einwandererfamilie stammte, besuchte in den 1970er Jahren die Eastman School of Music. In den folgenden Jahren tourte er Anfang der 1980er Jahre bei Woody Herman and His Orchestra, zu hören auf Live in Chicago und Live at the Concord Jazz Festival (1981).  Anschließend ließ er sich in New York City nieder und arbeitete u. a. mit Gerry Mulligan, Grady Tate, Kenny Rankin, Rosemary Clooney, Milt Hinton, Audra McDonald, Michael Feinstein, Debby Boone, Bob Magnuson und John Fedchock. Außerdem war er als Schlagzeuger beim New York Philharmonic, den Boston Pops sowie bei zahlreichen Broadway-Shows wie The Music Man, Wonderful Town, Crazy for You, Titanic, Sweet Charity, Mary Poppins und City of Angels tätig.
Bei der Feier zum fünfzigsten Jubiläum des Carnegie-Hall-Konzerts von Benny Goodman und dessen Orchester nahm Ratajczak 1988 die Rolle von Gene Krupa im Orchester von Bob Wilber ein. Im Bereich des Jazz war er zwischen 1979 und 2014 an 54 Aufnahmesessions beteiligt, außer den Genannten auch mit Paula Lockheart, Jim Pugh, Bevan Manson, Jackie Cain, Randy Sandke, Tom Harrell, Mary Cleere Haran, Barbara Lea, Gato Barbieri, Renée Fleming und James Chirillo.
Ratajczak hatte auch einige Filmauftritte, u. a. in Friedhof der Kuscheltiere II (1992), Das schwankende Schiff (1999) und Dead Man Walking – Sein letzter Gang (1995); in dem Kurzfilm The Drummer (Regie: Bill Block), in dem er 2007 die Hauptrolle spielte, „mimte er einen gestrandeten Jazz-Drummer, gefangen in der Vergangenheit der großen Big-Band Musik“. Er starb 2014 im Alter von 58 Jahren an den Folgen eines Aderhautmelanoms.